# Larry Harlow
Larry Harlow, geboren als Lawrence Ira Kahn, auch genannt „El Judío Maravilloso“ (* 20. März 1939 in Brooklyn; † 20. August 2021 in New York City) war ein US-amerikanischer Latin- und Salsamusiker (Piano, Gesang, Komposition) und Musikproduzent. Er war lange der musikalische Leiter der Fania All-Stars.

## Leben
Harlow wurde in eine jüdische Musikerfamilie hineingeboren. Seine Mutter Rose Kahn, mit Künstlernamen Rose Sherman, war Opernsängerin. Sein Vater Buddy bzw. Nathan Kahn war unter dem Namen Buddy Harlowe als Bassist und Bandleader im Latin Quarter Nightclub tätig. Er begann im Alter von fünf Jahren mit dem Klavierunterricht und wollte zunächst Jazzpianist werden, bevor er Anfang der 50er Jahre während seines Besuchs der Music and Art High School zum ersten Mal den Mambo hörte.
Harlow machte sich als Multiinstrumentalist, insbesondere Pianist, und Salsa-Bandleader einen Namen. In den 1950er Jahren begab sich Larry Harlow nach Kuba, um u. a. afrokubanische Musik zu studieren. Im Zuge der Kubanischen Revolution musste er heimkehren, ohne seinen Abschluss an der Musikhochschule machen zu können.
Während der Weltausstellung 1964 spielte Harlow Klavier für Johnny Pachecos Conjunto, bevor er sein eigenes Orchestra gründete. Harlow war stark vom Sound von Arsenio Rodríguez beeinflusst, modernisierte ihn jedoch. Sein Orquesta Harlow war nach den Fania All-Stars die zweite Band des Labels Fania Records. Vor allem für dieses Label produzierte er 106 Alben für andere Künstler sowie 50 Alben unter eigenem Namen. Zu den populärsten gehören Abran Paso und Tributo a Arsenio Rodríguez mit Ismael Miranda als Leadsänger.
Vom Musical Tommy der Rockgruppe The Who inspiriert, schrieb Harlow Hommy, in welchem Celia Cruz sang. Das Musical wurde in der Carnegie Hall von New York aufgeführt. Er spielte außerdem Piano bei den Fania All-Stars und wirkte in den Filmen Our Latin Thing (Nuestra Cosa), Live in Africa und Salsa mit. 1977 produzierte er mit Rubén Blades La Raza Latina, welches für einen Grammy Award nominiert wurde. 1994 bildete Harlow mit Ray Barretto, Adalberto Santiago und Yomo Toro die Latin Legend Band, welche es sich zum Auftrag machte, die US-amerikanische Jugend über die Wurzeln und das Erbe der lateinamerikanischen Musik aufzuklären.
Larry Harlow lebte mit seiner Frau Maria del Carmen Harlow Kahn in New York und trat gelegentlich noch mit den Latin Legends of Fania auf. Er verstarb 82-jährig in einem New Yorker Krankenhaus an den Folgen eines langen Nierenleidens.

## Diskografie (Auswahl)
- Heavy Smokin’ (1965)
- Bajandote (1966)
- El Exigente (1967)
- Harlow Presents Miranda (1968)
- Me And My Monkey (1969)
- Electric Harlow (1969)
- Abran Paso (1970)
- Arsenio (1971)
- Harlows Harem (1971)
- La Oportunidad (1972)
- Hommy-A Latin Opera (1972)
- Salsa (1973)
- Live in Quad (1974)
- El Judio Maravilloso (1975)
- Harlow Con Flamboyan (1975)
- Con Mi Viejo Amigo (1976)
- Best Of Harlow And Miranda (1976)
- New York Latin All-Stars (1976)
- Belmonte Afro Latin Seven (1976)
- El Jardinero del Amor (1976)
- La Raza Latina – A Salsa Suite (1977)
- Latin Fever (1977)
- El Albino Divino (1978)
- La Responsabilidad (1978)
- The Sweet Smell Of Success (1979)
- Así Soy Yo (1980)
- Our Latin Feeling (1981)
- Yo Soy Latino (1982)
- Senor Salsa (1985)
- Flamingo Rouge (1987)
- Salsa Brothers (1989)
- My Time Is Now (1991)
- Harlows World (1995)
- Larry Harlow’s Romance En Salsa (1998)
- Larry Harlow’s Latin Legends (1998)
- Sofrito (2000)
- Latin Jazz Encounter Live At Birdland (2002)
- Best of Orquesta Harlow (2004)
- Larry Harlow’s 35th Anniversary Live From Puerto Rico (2004)
- Larry Harlow’s Latin Legends Of Fania 40th Anniversary (2007)
- Larry Harlow’s Herencia (2007)
- The Best of Larry Harlow (2008)
- Historia de la Salsa (2009)

## Preise und Auszeichnungen
- Latin Grammy Lifetime Achievement Award (2008)